# شهرستان مدیسن (آلاباما)
شهرستان مدیسن، آلاباما (به انگلیسی: Madison County, Alabama) شهرستانی در ایالات متحده آمریکا است که در آلاباما واقع شده‌است.

## خصوصیات
شهرستان مدیسن ۲٬۱۰۵٫۶۷ کیلومترمربع مساحت دارد.